# Bernard van Schauenburg
Bernard van Schauenburg (overleden 9 maart 1576) was een Duits-Luxemburgs edelman, die als militair actief was aan Spaans-Habsburgse zijde in de Tachtigjarige Oorlog.
Bernhard van Schauenburg was de zoon van Jan van Schauenburg en Françoise van Brandenburg. Van het geslacht Schauenburg waren diverse leden in de Habsburgse Nederlanden actief. Bernhard van Schauenburg was onder Peter Ernst I van Mansfeld plaatsvervangend stadhouder van Luxemburg en sedert 1559 gouverneur van Thionville. Op last van de landvoogdes Margaretha van Parma wierf hij in februari 1567 troepen in Duitsland om de orde in de Nederlanden te herstellen. Aan het hoofd van tien compagnieën Duitse infanterie, hielp hij in april 1567 de calvinisten uit Den Bosch te verjagen, waarna hij tot de eerste gouverneur van die stad werd benoemd. Een deel van zijn troepen begaf zich daarna naar Luxemburg, waar hij samen met de troepen van Philip van Eberstein, een veilige aankomst in de Nederlanden bood aan de nieuwe landvoogd, de hertog van Alva. Tegelijkertijd bevond zich een vendel in Haarlem.
De huursoldaten van Schauenburg werden door de hertog van Alva vaak achter de hand gehouden. Bij de veldtochten van 1568 hielden de vier vendels als garnizoen de stad Groningen onder bedwang, terwijl Alva met het leger van Lodewijk van Nassau afrekende (Slag bij Heiligerlee). Toen Alva later dat jaar het invasieleger van Willem van Oranje op de hielen zat, lagen de vendels van Schauenburg in Maastricht (Oranjes eerste invasie). Op 29 september 1568 benoemde Alva Schauenburg tot commandant of gouverneur van Maastricht. In augustus 1572 kwam Schauenburg met 1600 man cavalerie vanuit Luik Alva te hulp om Bergen in te sluiten.